# Mo Ziwei
Pour les articles homonymes, voir Mo.
Dans ce nom chinois, le nom de famille, Mo, précède le nom personnel.
Mo Ziwei, (en chinois : 莫梓维, pinyin : Mò Zǐ Wéi) né le 30 décembre 1996, est un escrimeur chinois. Il est champion d'Asie de fleuret individuel, et vice-champion du monde par équipes.

## Carrière
Mo Ziwei connaît une première inclusion en équipe nationale chinoise en 2017, remportant l'or par équipes dans la compétition continentale cette année. La lutte pour les places dans l'équipe, puis la pandémie de covid-19 et le relatif isolationnisme chinois qui s'ensuit, font que Mo ne dispute pas de saison complète entre 2017 et la saison 2022-2023.
Il est vice-champion d'Asie 2022 en individuel, perdant en finale contre le champion olympique Cheung Ka Long sur un score sans appel (6-15), mais obtenant durant cette journée des victoires encourageantes contre Takahiro Shikine et Choi Chun Yin.
En 2023, il devient champion d'Asie, le premier chinois titré au fleuret depuis Lei Sheng en 2012, battant notamment Lee Kwang-hyun (15-13) et Ha Tae-gyu en route vers le titre. Un accomplissement émotionnel pour le fleurettiste chinois, en larmes dès la touche finale portée, qui confie lutter contre le doute et la dépression. Par équipes, la Chine obtient la médaille de bronze.
Mo mène l'équipe chinoise lors des championnats du monde 2023, à Milan. Après un sans faute en poules, il se retrouve classé 25e dans le tableau final, lui offrant un premier tour abordable, qu'il franchit en battant Michał Siess (15-9). Mais la seconde marche est déjà trop élevée, et il échoue contre le futur finaliste du tournoi, Nick Itkin (7-15).
Dans l'épreuve par équipes, il occupe le rôle de finisseur lorsque l'expérimenté Chen Haiwei ne tire pas, mais lui cède cette place dans le cas contraire. Bien que l'équipe chinoise, classée 12e dans l'ordre de placement des équipes, ait perdu de sa superbe depuis l'époque de Lei Sheng et Ma Jianfei, elle surprend en éliminant l'Égypte (no 5), la France (no 4) et les États-Unis (no 1) pour atteindre la finale. Contre la France en particulier, Mo bat Rafael Savin et Enzo Lefort pour garantir la victoire à son équipe. En finale, il prend le premier relais et donne un avantage de cinq touches à son équipe en battant Takahiro Shikine, avant d'être étonnamment remplacé par Wu Bin et de revenir pour le huitième relais. Sa bonne prestation ne suffit pas à son équipe qui s'incline contre le Japon (35-45) mais obtient sa première médaille mondiale dans l'arme depuis 2015.

## Palmarès
- Championnats du monde d'escrime
  -  Médaille d'argent par équipes aux championnats du monde 2023 à Milan

- Championnats d'Asie d'escrime
  -  Médaille d'or par équipes aux championnats d'Asie 2017 à Hong Kong
  -  Médaille d'or aux championnats d'Asie 2023 à Wuxi
  -  Médaille d'argent aux championnats d'Asie 2022 à Séoul
  -  Médaille de bronze par équipes aux championnats d'Asie 2023 à Wuxi

## Classement en fin de saison
| Année | 2016 | 2017 | 2018 | 2019 | 2020 | 2021 | 2022 | 2023 |
| ----- | ---- | ---- | ---- | ---- | ---- | ---- | ---- | ---- |
| Rang  | 489  | 87   | 152  | 335  | 160  | 155  | 33   | 20   |